# Nikki Amuka-Bird
Nikki Amuka-Bird, född 27 februari 1976 i delstaten Delta i Nigeria, är en brittisk skådespelerska.

## Rollista i urval
- 1999–2005 – Holby City (TV-serie)
- 2006 – Cargo
- 2006 – Omen
- 2006 – Robin Hood (TV-serie)
- 2006 – Spooks (TV-serie)
- 2008 – Damernas detektivbyrå (TV-serie)
- 2010 – Tyst vittne (TV-serie)
- 2011–2013 – Luther (TV-serie)
- 2014 – Mord i paradiset (TV-serie)
- 2015 – Jupiter Ascending
- 2017 – Doctor Who (TV-serie)
- 2017 – Domaren
- 2019 – David Copperfields äventyr och iakttagelser (TV-serie)
- 2019 – Gold Digger (TV-serie)
- 2020–2022 – Avenue 5 (TV-serie)
- 2021 – Old
- 2023 – Knock at the Cabin
- 2023–  – Citadel (TV-serie)
- 2024 – Rumours
- 2024 – Here
- 2025 – Jack Wrights testamente (TV-serie)